# Elastografija
Elastografija, ultrazvučna palpacija ili imidžing elastičnosti neinvaziva је dijagnostička metoda zasnovana na ultrazvučnom snimanju koja daje klinički značajne informacije o krutosti tkiva.

## Osnovne informacije
Ova relativno nova metoda u dijagnostici, može se smatrati nekom vrstom kliničke palpacije, ali ne u vidu opipavanja prstima (kojom se ocenjuje krutost tkiva samo subjektivno fizičkim pregledom) već u vidu slike, jer može da kvantifikuje krutost lezije.
Elastografija bazira na činjenici da tkiva infiltrirana nekim tumorskim procesom imaju smanjenu kompresibilnost u odnosu na zdrava tkiva, pa se elasticitet ispitivanog tkiva može izraziti kvalitativno i kvantitativno. Isti model može se primijeniti i za zapaljenjem promenjena tkiva. Kvalitativna analiza podrazumeva razlikovanje elasticiteta tkiva, što se izražava bojom u spektru od crvene, preko zelene i žute boje do plave. Upoređivanje se vrši na osnovi empirijski načinjenih “elasto skorova” u kojima su regije koje se prikazuju obojene u spektru od crvene do zeleno-žute boje neindurirana tkiva, a plavo obojena upućuju na tvrda, slabo kompresibilna tkiva. S obzirom na to da je ovaj prikaz podložan subjektivnim varijacijama, u recentnim studijama favorizuju se kvantitativne analize.

### Elastografija kao novi ultrazvučni mod
Uvođenjem elastografije u dijagnostiku, radiologija danas ima umesto dva sada tri ultrazvučna moda:
1. B-mod — ocenjuje akustičnu impedanciju i pruža anatomske informacije.
2. Dopler mod — procenjuje kretanje i daje informacije o vaskularnim protocima.
3. Elastografski mod — ocenjuje mehanička svojstva i daje informacije o krutosti tkiva.
| Upoređivanje različitih modova medicinske ultrasonografije | Upoređivanje različitih modova medicinske ultrasonografije | Upoređivanje različitih modova medicinske ultrasonografije |
| Mod                                                        | Šta se meri                                                | Šta se prikazuje                                           |
| ---------------------------------------------------------- | ---------------------------------------------------------- | ---------------------------------------------------------- |
| B-mod                                                      | Akustična impedanca                                        | Anatomija                                                  |
| Doppler mod                                                | Pokretljivost                                              | Vaskularni protok                                          |
| Elastografski mod                                          | Mehaničke osobine                                          | Čvrstina tkiva                                             |

## Vrste
Trenutno postoje dva glavna tipa ultrazvučne elastografije, elastografija naprezanja (SE) i elastografija talasa smicanja ili klizanja (SWE). I dok je elastografija smicanja kvantitativna metoda, elastografija naprezanja to nije. Takođe mogu se javiti artefakti u rezultatima nekih sistema elastografije naprezanja, koji su vrlo precizni u identifikaciji lezije kao benigne, u vidu jednostavne ili komplikovane ciste, što nije moguće kod elastografija smicanja.

### Elastografija naprezanja
Elastografija naprezanja ili elstografija stresa (SE) sliku snimanog organa zasniva na reagavunju tkiva na silu pomeranja od spoljnog pretvarača (sonde), pod impulsom sile akustične radijacije (ARFI), ili iz pacijentovog izvora (vunkcijom disanje ili srčanog rad), što omogućava kvalitativnu procenu o tome koliko je lezija kruta, upoređeno sa okolnim tkivima u vidnom polju (FOV). Kako naprezanjem, apsolutna vredbnost krutosti ili čvrstine tkiva nije poznata, elastografijom naprezanja procenjuje se samo koliko je kruto jedno tkivo u poređenju sa drugim vrstama tkiva u vidnom polju (FOV), odnsono određuje relativni pritisak ili elastičnost tkiva unutar vidnog polja.

#### Način izvođenja
Elastografija naprezanja se izvodi:
- standardnom ultrazvučnom opremom,
- primenom specifičnog softvera koji procenjuje razlike u okviru deformacije u tkivu kada se primeni sila (koja je u ovoj metodi stres).
- primenom algoritma, koji je u ovom trenutku odobren, i koji zahteva izmeštanje od 0.1 do 3.0% za optimalne elastograme.

Pri izvođenju snimanja treba imati u vidu da sila primenjena tokom snimanja može zavisiti i od spontanih pokreta pacijenta (kao što je disanje ili otkucaji srca), ali i od spoljne kompresije usled ritmičkog kretanja ultrazvučnog pretvarača - sonde ili ARFI impulsa.

#### Ograničenja
Tačnost očitavanja može se razlikovati između površnih tkiva i dubokih tkiva zbog problema vezanih sa promenljivim pomeranjem tkiva na različitim dubinama. Ovo ograničenje nameće potrebu stalnog poboljšanje aplikacija i prilagođavanje metoda snimanja kako bi se uspšno prevazišli ovi problemi.

### Elastografija smicanja
Elastografija talasa smicanja ili klizanja (SWE) svoju funkciju zasniva na primeni impulsne sile zvučnog zračenja (ARFI), čiji prirodni nastavak je impulsni signal ili proizvodnja talasa smicanja, čija brzina širenja se meri primenom konvencionalne 3-fazne tehnike. 
Brzina talasa smicanja (SWS) varira sa čvrstinom tkiva, sa sporijim brzinama talasa u mekšem tkivu i višim brzinama talasa u čvrstom tkivu, zbog čega širenja talasa omogućava kvantifikaciju krutosti tkiva.

#### Način izvođenja
Tehnike skeniranja koja se koristi kod SWE identična je onoj koja se koriste kod elastografije naprezanja i odnosi se na elastografiju talasnog smicanja. Pri snimanju, za dobijanje tačnih rezultata, važno je stalno održavanje stalne lokacije lezije, bez pokreta.

## Napomene
1. ↑  Elastografija ne daje informacije o anatomiji tkiva.

## Spoljašnje veze
|  | Molimo Vas, obratite pažnju na važno upozorenje u vezi sa temama iz oblasti medicine (zdravlja). |